# Зима тревоги нашей
«Зима тревоги нашей» (англ. The Winter of Our Discontent) — последний роман американского писателя Джона Стейнбека, опубликованный в 1961 году.

## Название
Название является цитатой первых строк пьесы Уильяма Шекспира «Ричард III»: «Now is the winter of our discontent made glorious summer by this son [or sun] of York» («Зима тревоги нашей позади, К нам с солнцем Йорка лето возвратилось».

## История написания
Роман Стейнбек написал в 1960 году. В своём письме издателю Паскалю Ковичи писатель так изложил свою концепцию романа:

…Роман — это крупное произведение художественной прозы, имеющее свою форму, своё направление, свой ритм и, конечно, свою цель. Плохой роман должен развлекать читателей, средний — воздействовать на их чувства, а лучший — озарять им путь. Не знаю, сумеет ли мой роман выполнить хотя бы одну из этих задач, но моя цель — озарять путь.

Роман был опубликован в июне 1961 года.

## Сюжет
Действие романа происходит весной и летом 1960 года. На его страницах автор повествует о жизни Итана Аллена Хоули, жителя Нью-Бэйтауна — вымышленного небольшого городка на восточном побережье США. Итан происходит из уважаемой и когда-то богатой семьи коренных местных обитателей. После череды финансовых и деловых неудач Хоули вынужден работать продавцом в продовольственной лавке, принадлежащей иммигранту-итальянцу и расположенной на улице, два квартала которой когда-то принадлежали его семье. Итан — очень эрудированный и остроумный, порядочный человек, офицер-ветеран Второй мировой войны. Всю свою предыдущую жизнь он был кристально честным и порядочным, однако такой способ ведения дел привёл его к разорению. Итан достаточно сильно рефлексирует по поводу своего вынужденного низкого социального статуса, виня в финансовых неудачах прежде всего себя и переживая, что лишил жену и детей более зажиточной жизни. Все родные и знакомые Итана тактично подталкивают его начать что-то менять в его жизни. Эти увещевания привели к планированию и реализации Итаном нескольких сомнительных деловых операций, в результате которых его финансовое состояние резко улучшается, однако теперь он уже не может считать себя честным и порядочным. Благосостояние не принесло ему счастья и чуть не довело до самоубийства. Трагедию Итана усугубляет тот факт, что его сын-школьник решился на подлог, и Итан осознаёт, что потерял моральное право наказать сына.

## Главные герои
- Итан Аллен Хоули — продавец в продуктовой лавке (главное действующее лицо).
- Мэри Хоули — жена Итана.
- Аллен и Эллен Хоули — его дети-подростки.
- Дэнни Тэйлор — друг детства Итана, местный пьяница.
- Джои Морфи — банковский кассир, холостяк, приятель Итана.
- Мардж Янг-Хант — подруга Мэри, симпатичная вдова средних лет.
- Мистер Бэйкер — местный банкир, влиятельный в городе человек.
- Альфио Марулло — итальянский иммигрант, владелец продовольственной лавки, в которой работает Итан.

## Критика
Биограф и критик Стейнбека Петер Лиска назвал роман «неопровержимым доказательством эстетической и философской неудачи поздней прозы писателя». Положительных отзывов других критиков тоже не было.
Реакцию критиков Стейнбек прокомментировал такими словами: «Рецензии на книгу обескуражили меня. Они всегда действуют обескураживающе, даже положительные, но на этот раз они слишком сильно подействовали на меня».
Ковичи успокаивал Стейнбека: «Ваша книга мне понравилась, и я думаю, что это лучшая ваша работа за многие годы. Я читал её с подлинным наслаждением и был рад, что вы снова вернулись к теме социальной справедливости и рассматриваете её не с точки зрения бедности, а с точки зрения денег… В книге нет ни нотки надежды, да её и не должно там быть. Она ниспровергает преклонение перед так называемой добродетелью, перед успехом, перед американским образом жизни. Мало писателей атаковали эти американские понятия с такой силой. В этом десятилетии никто, кроме вас, даже и не пытался сделать этого… Вы написали великую книгу, Джон, и да поможет вам Бог».
В марте 1956 года в американском журнале «Атлантик мансли» был опубликован рассказ Стейнбека «Как господин Хоган ограбил банк». У героя этого рассказа и Итана Хоули много общего. Оба работают продавцами в магазине, оба трудолюбивые и порядочные, оба хотят разбогатеть.

## Экранизации
- В 1963 году на Ленинградском телевидении Роза Сирота поставила спектакль по мотивам романа, роль Итана исполнил Иннокентий Смоктуновский.
- В 1983 году режиссёр Уорис Хуссейн экранизировал[англ.] роман для американского телеканала CBS. В роли Итана Хоули — Дональд Сазерленд, в роли Мэри Хоули — Тери Гарр, в роли Марджи Янг-Хант — Тьюсдей Уэлд.